# Avatar - Fuoco e cenere
Avatar - Fuoco e cenere (Avatar: Fire and Ash) è un film di fantascienza del 2025 co-scritto, diretto, co-prodotto e co-montato da James Cameron.
La pellicola è il sequel di Avatar - La via dell'acqua (2022), ed è il terzo film del franchise di Avatar.
Nel film ricompare lo stesso cast dei primi due film al quale si sono aggiunti per questo terzo capitolo gli attori Michelle Yeoh, Oona Chaplin e David Thewlis nei panni di nuovi personaggi.
Il film uscirà negli Stati Uniti il 19 dicembre 2025, mentre in Italia uscirà il 17 dicembre.

## Personaggi

### Na'vi / Ricombinati
- Jake Sully, interpretato da Sam Worthington: un ex essere umano che nel primo capitolo si innamora di Neytiri e fa amicizia con i Na'vi dopo essere entrato a far parte del Programma Avatar, finendo per schierarsi dalla loro parte nel corso del conflitto contro gli umani portandoli alla vittoria diventando il nuovo leader degli Omaticaya (il clan Na'vi al centro della storia) trasferendo definitivamente la sua mente nel suo avatar in modo permanente.
- Neytiri, interpretata da Zoe Saldana: la figlia del precedente capo del clan, futura Tsahìk del clan, e compagna di Jake Sully con cui ha avuto tre figli nel secondo film.
- Kiri, interpretata da Sigourney Weaver: la figlia adolescente adottiva di Jake e Neytiri. La Weaver è apparsa nel primo film nel ruolo della dott.ssa Grace Augustine, una umana che si schiera dalla parte dei Na'vi insieme a Sully e muore durante il conflitto. Sebbene sia Weaver che Cameron abbiano confermato che sarebbe tornata nei sequel, nel 2014 ha dichiarato che non avrebbe interpretato lo stesso personaggio e appare nei panni di una adolescente Na'vi con le sue sembianze che si scopre essere direttamente collegata.[7]
- Colonnello Miles Quaritch, interpretato da Stephen Lang: antagonista principale, umano nel primo film e dopo essere stato ucciso da Neytiri, nel secondo film ritorna come un Avatar grazie alla conservazione del suo RDA diventando un Ricombinato, cioè un Na'vi con i ricordi del colonnello umano.[8]
- Tonowari, interpretato da Cliff Curtis: il capo del clan della barriera corallina Metkayina apparso per la prima volta nel secondo film.
- Mo'at, interpretata da CCH Pounder: la leader spirituale degli Omaticaya e madre di Neytiri.
- Ronal, interpretata da Kate Winslet: la compagna di Tonowari e subacquea della Metkayina apparsa nel secondo film.
- Lo'ak, interpretato da Britain Dalton: il secondo figlio di Jake e Neytiri e narratore in questo terzo film.
- Tuktirey ("Tuk"), interpretata da Trinity Jo-Li Bliss: la figlia di otto anni di Jake e Neytiri.
- Tsireya ("Reya"), interpretata da Bailey Bass: la figlia di Tonowari e Ronal che stringe una relazione con Lo'ak nel secondo film.
- Varang, interpretata da Oona Chaplin: nuovo personaggio, una leader Na'vi di un nuovo clan che vive in un vulcano.[4]
- Peylak, interpretato da David Thewlis: Un Na'Vi, nuovo personaggio, leader del clan del vento.[9]
- Aonung, interpretato da Filip Geljo: il figlio di Tonowari e Ronal.
- Rotxo, interpretato da Duane Evans Jr.: giovane cacciatore e apneista della Metkayina.
- Caporale Lyle Wainfleet, interpretato da Matt Gerald: un mercenario che ha combattuto per contro i Na'vi. Anche Wainfleet, come Quaritch, è stato riportato in vita dopo essere stato ucciso nel primo film, divenendo un ricombinato.

### Umani
- Dott. Norm Spellman, interpretato da Joel David Moore: un ex membro del Programma Avatar che aveva scelto di schierarsi con i Na'vi nel primo film.
- Dott.ssa Karina Mogue, interpretata da Michelle Yeoh è un nuovo personaggio che appare per la prima volta.
- Generale Frances Ardmore, interpretata da Edie Falco: la comandante responsabile degli interessi dell'operazione RDA.
- Dott. Ian Garvin, interpretato da Jemaine Clement: un biologo marino che appare nel secondo film.
- Parker Selfridge, interpretato da Giovanni Ribisi: l'amministratore aziendale dell'operazione mineraria RDA apparso già nel primo film.
- Dott. Max Patel, interpretato da Dileep Rao: uno scienziato che ha lavorato al Programma Avatar nel primo film e che aveva sostenuto la ribellione di Jake.

## Produzione

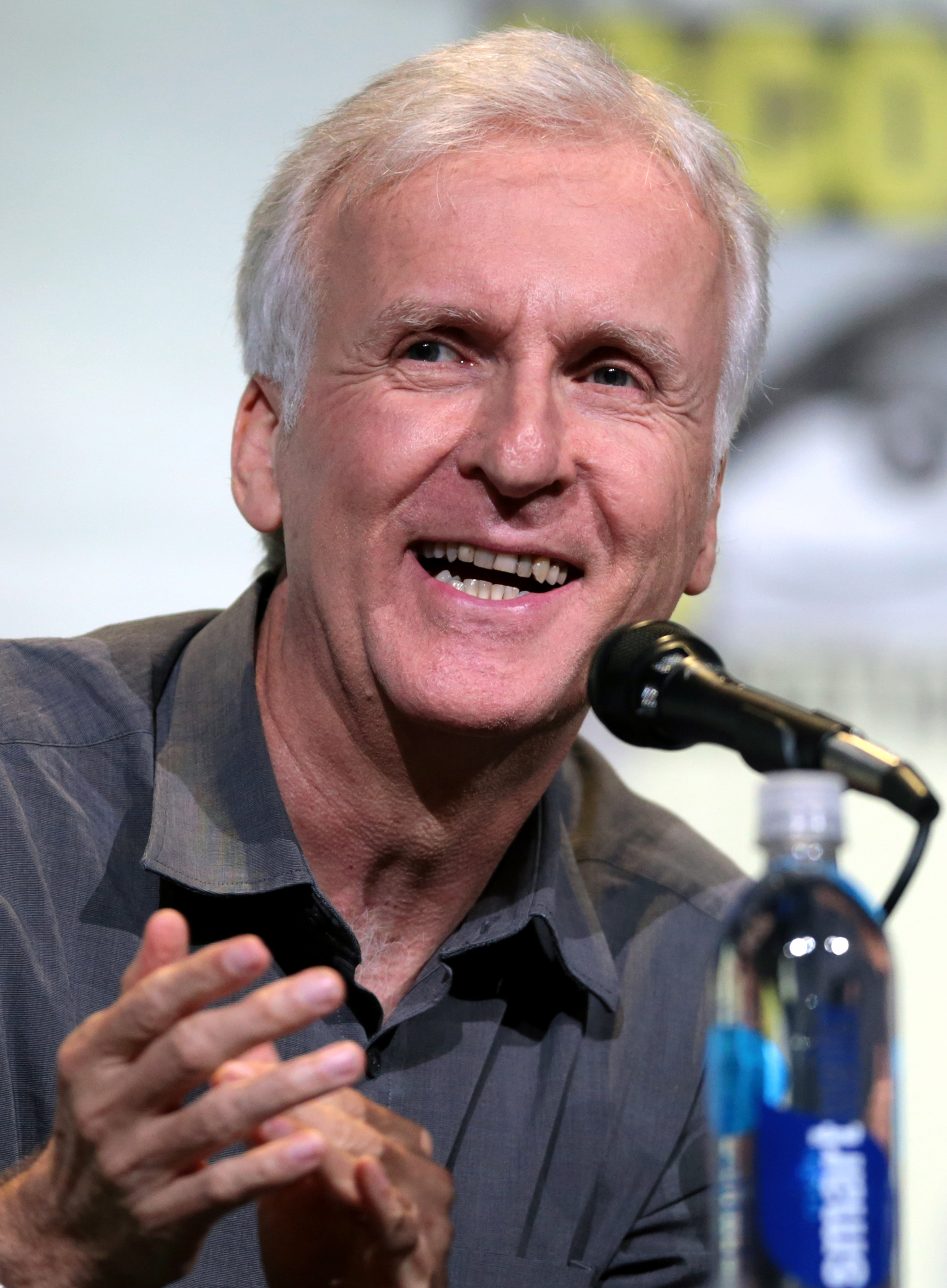
Il regista e co-sceneggiatore James Cameron al San Diego Comic-Con 2016

### Pre-produzione
Già nel 2006, prima dell'uscita del primo film, Cameron dichiarò che se il primo Avatar avesse avuto successo, gli sarebbe piaciuto realizzare due sequel. Nel 2010, a seguito del grandissimo successo del primo film, sfondando la soglia dei 2 miliardi di dollari incassati al box-office, ad oggi ancora film di maggior successo nella storia del cinema, ha affermato che avrebbe realizzato i sequel.

### Riprese
Le riprese del film sono avvenute contemporaneamente a quelle del secondo film Avatar - La via dell'acqua iniziando ufficialmente il 25 settembre 2017 a Manhattan Beach, in California. Il 14 novembre 2018 Cameron annunciò che le riprese con il cast principale in motion capture erano state completate. Il compianto produttore Jon Landau dichiarò che le riprese in live action si sono svolte poi in Nuova Zelanda all'inizio del 2019 interrotte per la Pandemia di COVID-19 a inizio 2020 seppur proseguendo per la lavorazione degli effetti visivi. All'inizio di maggio il governo della Nuova Zelanda consentì al proseguimento delle riprese. 
Le riprese sono state terminate ufficialmente a dicembre 2020.

## Colonna sonora
Il 17 dicembre 2019 venne annunciato che Simon Franglen avrebbe composto le musiche sia per Avatar - La via dell'acqua che per Avatar - Fuoco e cenere e che in entrambi i film, oltre alla colonna sonora composta originale da Franglen, sarebbero stati presenti anche i temi musicali principali composti dal compianto James Horner utilizzati nel primo film del 2009.

## Promozione
Il 22 luglio 2025 è stato pubblicato il primo poster ufficiale, mentre il 23 luglio successivo viene proiettato nei cinema il primo trailer ufficiale in concomitanza con l'uscita del film I Fantastici Quattro - Gli inizi uscendo poi online il 28 luglio.

## Distribuzione
Fissato precedentemente per dicembre 2024, dopo numerosi rinvii da parte della produzione anche per il prequel, il film uscirà ufficialmente negli Stati Uniti il 19 dicembre 2025, mentre nelle sale cinematografiche italiane uscirà il 17 dicembre.